# ブラス・ガリンド
ブラス・ガリンド（Blas Galindo、1910年2月3日 - 1993年4月19日）は、メキシコの作曲家、指揮者。
ハリスコ州サンガブリエル出身。メキシコ国立音楽院でホセ・ローロンに和声と対位法を、カルロス・チャベスに作曲を学んだ。1935年よりホセ・パブロ・モンカーヨ、サルバドール・コントレラス、ダニエル・アイヤラ・ペレス（英語: Daniel Ayala Pérez）らと「メキシコ4人組」を形成した。1940年代より、バレエ作品を手がけるようになり、また弦楽オーケストラ曲『素人楽団の調べ（英語: Sones de Mariachi）』で有名になった。1941年にはタングルウッド音楽センターに招かれ、アーロン・コープランドから教えを受けた。1942年からメキシコ国立音楽院の教授となり、1945年からは作曲と和声の主任教授、1947年からは校長となり、1961年まで務めた。
作品には管弦楽曲、室内楽曲、バレエ、映画音楽など150曲ほどがある。

## 文献
- Conant, Richard Paul. 1977. "The Vocal Music of Blas Galindo: a Study of the Choral and Solo Vocal Works of a Twentieth-Century Mexican Composer". DMA diss., University of Texas at Austin.
- Randel, Don. 1996. The Harvard Biographical Dictionary of Music. Harvard, p. 292.